# Ahlstrom-Munksjö
Ahlstrom-Munksjö Oyj это финская международная компания по разработке, производству и продаже высокоэффективных волоконных материалов. Компания была образована 1 апреля 2017 года в результате слияния Ahlstrom Corporation и Munksjö.
Нетканые материалы и особые виды бумаги, производимые компанией, используются в широком спектре повседневных продуктов, таких как фильтры, бумажные салфетки, напольные покрытия, этикетки и плёнки.
Численность сотрудников компании достигает 6481 (2007) человек. Офисы продаж и производственные предприятия компании расположены более чем в 20 странах на шести континентах.